# St. Marien (Lüerdissen)

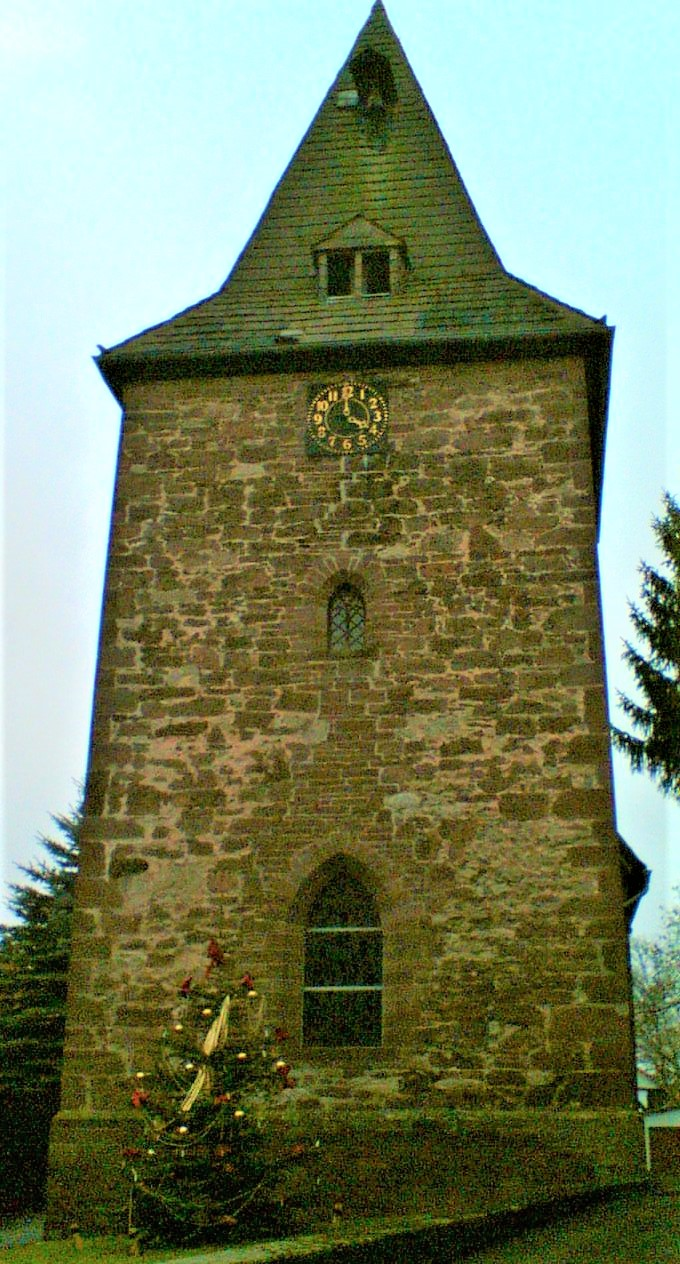
St. Marien

Die evangelisch-lutherische Kapelle St. Marien steht in Lüerdissen, einer Gemeinde im Landkreis Holzminden in Niedersachsen. Die Kapelle gehört zur Kirchengemeinde Eschershausen des Kirchenkreises Holzminden-Bodenwerder im Sprengel Hildesheim-Göttingen der Evangelisch-lutherischen Landeskirche Hannovers. Sie ist ein Baudenkmal.

## Geschichte
Die Kapelle aus Bruchsteinen mit Ecksteinen wurde bereits 1382 als zur Diözese Hildesheim gehörend urkundlich erwähnt. Damals gründeten die Edelherren von Homburg eine Vikarie in der Kapelle und statteten sie mit Gütern in Scharfoldendorf aus.

## Beschreibung
Die Kapelle hat einen Chorturm und ein Langhaus, das im Innern mit einer Flachdecke überspannt ist. Der Innenraum des Chors hat ein Kreuzrippengewölbe, dessen Schlussstein den Löwen der Edelherren von Homburg als Steinmetzzeichen aufweist.